# Ђанмарко Поцеко
Ђанмарко Поцеко (итал. Gianmarco Pozzecco; Горица, 15. септембар 1972) јесте италијански кошаркашки тренер и бивши кошаркаш. Тренутно је селектор кошаркашке репрезентације Италије.
Поцеко је једна од најпознатијих личности у италијанској кошарци. Био је један од кључних играча Италије на Олимпијским играма у Атини 2004. где су Азури дошли до финала. С Варезеом је био првак Серије А1 у сезони 1998/99. као и Суперкупа Италије 1999. Са Фортитудом из Болоње је дошао до финала Евролиге 2003/04. где је италијански тим изгубио од Макабија из Тел Авива. Био је вишеструки учесник италијанских ол-стар утакмица.
Тренерску каријеру је почео 2012, две године после завршетка играчке. Предводећи Динамо из Сасарија био је првак ФИБА Купа Европе 2018/19. и Суперкупа Италије 2019. Селектор италијанске кошаркашке репрезентације постао је 2022. а своју земљу водио је на Европском првенству исте године и Светском првенству 2023. Био је тренер Асвела од октобра 2023. до јануара 2024. 

## Трофеји и признања

### Играчки
- Олимпијске игре: сребро 2004.
- Првенство Италије (2): 1998/99, 2004/05.
- Суперкуп Италије (2): 1999, 2005.

### Тренерски
У улози помоћног тренера
- Првенство Италије: 2021/22.
- Првенство Хрватске (2): 2015/16, 2016/17.
- Суперкупа Јадранске лиге: 2017.
- Куп Италије: 2022.
- Куп Крешимира Ћосића (2): 2015/16, 2016/17.

У улози главног тренера
- ФИБА Куп Европе: 2018/19.
- Суперкуп Италије: 2019.

### Одликовања
- Орден за заслуге Републике Италије: 2004.[3]